# Tu vuò fà l’americano
Tu vuò fà l’americano (neapolitanisch für: „Du willst den Amerikaner spielen“ oder idiomatischer „Du bist ein Möchtegern-Amerikaner“) ist ein Lied des italienischen Sängers Renato Carosone.

## Hintergrund und Inhalt
Carosone schrieb den Song 1956 zusammen mit Nicola „Nisa“ Salerno. Indem er Swing und „Jazz made in Italy“ kombinierte, schuf er einen seiner bekanntesten Songs. Beauftragt für einen Radio-Wettbewerb von Ricordi-Direktor Mariano Rapetti, schrieb Carosone das Musikstück in sehr kurzer Zeit, nachdem er Nisas Text gelesen hatte; er wusste sofort, dass der Song ein großer Erfolg werden würde.
Der Text  handelt von einem Italiener, der den zeitgenössischen amerikanischen Lebensstil imitiert und sich wie ein Yankee benimmt. Er trinkt Whisky-Soda, tanzt Rock ’n’ Roll, spielt Baseball und raucht Camel-Zigaretten, ist aber ständig abhängig vom Geldbeutel seiner Mutter. Das Lied wurde in erster Linie als Satire über den Prozess der Amerikanisierung ausgedacht, die während der ersten Nachkriegsjahre stattfand, als Süditalien noch sehr stark bäuerlich-traditionell geprägt war.
Carosone selbst schrieb, dass seine Lieder auf dem amerikanischen Traum beruhen, während er Jazz und seine Ableitungen als Symbol des reichen und wohlständigen Amerikas in Parodien auf dessen Sitten und Gewohnheiten interpretierte, dabei aber stets den Stil der Neapolitanischen Volksmusik bewahrte. Gemäß der italienischen Zeitung La Repubblica markierte „Tu vuò fa l’americano“ den Höhepunkt des künstlerischen Schaffens von Carosone, der sich 1960, gerade vier Jahre nach der Veröffentlichung des Liedes, aus der Musikbranche zurückzog.

## Filmische Verwendung
Das Lied wurde 1960 in Melville Shavelsons Film Es begann in Neapel von Sophia Loren zum ersten Mal gesungen. Ebenso sang Fiorello ihn gemeinsam mit Matt Damon und Jude Law 1999 in dem Film Der talentierte Mr. Ripley. Verwendung fand es auch als Hintergrundmusik während einer Café-Szene im Film The American mit George Clooney 2010.

## Coverversionen und Samples
- Der französische Rapper Akhenaton, dessen Eltern aus Neapel sind, coverte diesen Song unter demselben Namen, jedoch auf Französisch. Er beschreibt darin die Geschichte seiner Faszination über Amerika im Kindesalter und seine Enttäuschung, nachdem er Amerika als Erwachsener besuchte.
- Lou Bega machte eine Coverversion des Songs mit dem Titel You Wanna Be Americano.
- Das Brian Setzer Orchestra coverte den Song mit ihrem Song Americano. Dieser Song erschien auf ihrem Album VaVoom.
- Der Song wurde 2010 vom australischen Duo Yolanda Be Cool und vom Produzenten DCUP in ihrem internationalen Hit We No Speak Americano gesampelt. Er wurde nachträglich von Marco Calliari neu eingespielt.
- Don Omar: We No Speak Americano (Remix)
- Tonino Carotone:  Im Album Mondo Difficile (2003)
- The Puppini Sisters zeichneten den Song 2007 für ihr Album Betcha Bottom Dollar auf.
- Pitbull: Bon Bon (We No Speak Americano) (2010)
- 2002 vertonte die chilenische Rock-Band Pettinellis eine Coverversion mit dem Titel Americano als Teil ihres Debüt-Albums[6]. Gesungen wurde das Lied vom Keyboarder Camilo Salinas (Chilenisch-italienischer Musiker, in Rom geboren, während des Exils seines Vaters, des Musikers Horacio Salinas).
- Joe Penna, ein bekannter YouTuber alias MysteryGuitarMan, filmte 2010 ein Video-Cover dieses Songs mithilfe von traditionellen Musikinstrumenten aus Bali.
- Elliot Kevin & The Broken veröffentlichten den Song in ihrem Album Damage of this Day.
- Rita Chiarelli veröffentlichte diesen Song auf ihrem Album Italian Sessions.
- Ebenfalls verwendet als Autoblow-Soundtrack.